# Hautefaye
Hautefaye, okzitanisch Auta Fàia, ist eine französische Gemeinde mit 128 Einwohnern (Stand 1. Januar 2022) im Norden des Départements Dordogne in der Region Nouvelle-Aquitaine (vor 2016 Aquitanien). Sie gehört zum Arrondissement Nontron. zum Kanton Périgord Vert Nontronnais und zum Gemeindeverband Périgord Nontronnais.

## Etymologie
Das okzitanische Auta Fàia setzt sich zusammen aus auta (lateinisch altus) hoch und fàia (lateinisch fagus) Buche, d. h. hoher Buchen(stangen)wald.

## Geographie

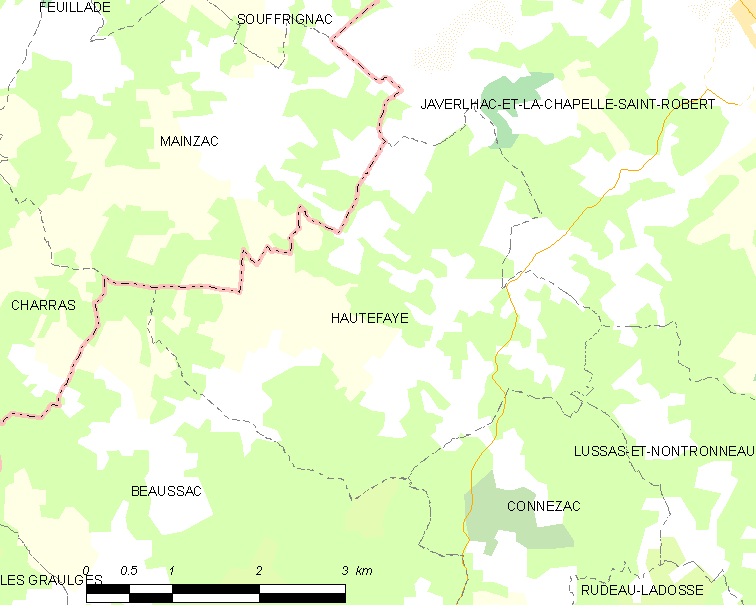
Lagekarte von Hautefaye

Hautefaye liegt 13 Kilometer westlich von Nontron (Luftlinie). Die Gemeinde ist Grenzgemeinde zum Département Charente. Sie wird von folgenden fünf Gemeinden umgeben:
| Mainzac (Charente)                     | Javerlhac-et-la-Chapelle-Saint-Robert       | Javerlhac-et-la-Chapelle-Saint-Robert |
| Mareuil en Périgord (vormals Beaussac) | Kompassrose, die auf Nachbargemeinden zeigt | Lussas-et-Nontronneau                 |
| Mareuil en Périgord (vormals Beaussac) | Connezac                                    | Lussas-et-Nontronneau                 |

Neben dem Ortskern von Hautefaye besteht die Gemeinde aus folgenden Weilern, Gehöften und Geländepunkten:
Bel-Air, Chante-Alouette, Couche du Loup, Ferdinas, Fontaine du Brouillac, Grand Acaud, Grand Fayemarteau, Grand Gillou, Jaubertin, La Cigale, La Tuilière, Lage d’Ambelle, Le Clos Neuf, Le Grand Aujaud, Le Grand Lac, Le Lac Noir, Le Maine Aujaud, Le Trou du Loup, Les Bessoux, Les Carmes, Les Coutaudes, Les Farges, Les Greseaux, Les Places, Les Rondilloux, Petit Fayemarteau, Plambeau, Puy Couraud und Vignaud.
Der topographisch tiefste Punkt des Gemeindegebietes liegt mit 139 Metern über dem Meer bei der Fontaine du Brouillac an der Südgrenze, der höchste Punkt mit 207 Metern auf einem Höhenrücken südlich des Ortskerns von Hautefaye. Die maximale Höhendifferenz beträgt 68 Meter. Der Ortskern befindet sich auf 192 Meter.

### Verkehrsanbindung

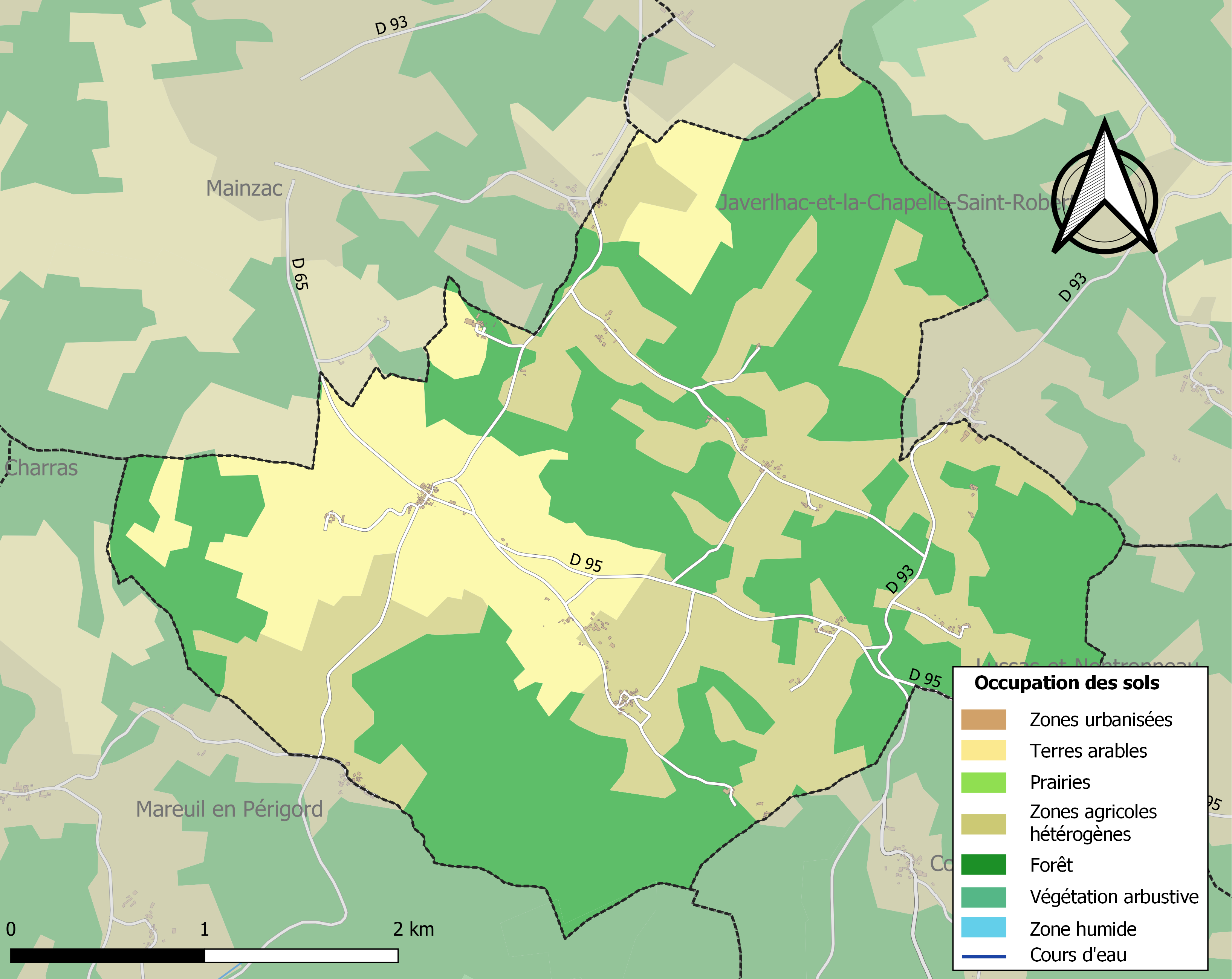
Bodenbedeckung in Hautefaye

Der Ortskern von Hautefaye liegt an der D 95 von Lussas nach Mainzac. Das östliche Gemeindegebiet wird von der D 93 gestreift, die in Nord-Süd-Richtung von Javerlhac nach Connezac und Beaussac vorüberzieht. Von La Chapelle-Saint-Robert im Norden kommend kreuzt eine Kommunalstraße den Ortskern und setzt sich dann nach Les Graulges im Süden fort.

### Bodenbedeckung
Die Bodenbedeckung der Gemeinde Hautefaye schlüsselt sich im Jahr 2018 gemäß der europäischen Datenbank CORINE Land Cover (CLC) wie folgt auf:
- Wälder – 50,1 %
- heterogene landwirtschaftliche Nutzung – 31,2 %
- Ackerland – 18,7 %

Wälder und seminaturelle Ländereien stehen mit 50,1 % im Vordergrund, sie sind aber im Vergleich zu 1990 (51,5 %) leicht zurückgegangen.

## Klima
Hautefaye besitzt ein abgeschwächtes ozeanisches Klima, das sich durch folgende Parameter auszeichnet:
| Klimaparameter im Zeitraum 1971-2000 - Jahresmittel: 12,1 °C - Anzahl der Tage unter −5 °C: 1,8 - Anzahl der Tage oberhalb 30 °C: 6,7 - Maximum im Tages-Temperaturunterschied: 14,8 °C - Jahresniederschlag: 963 mm - Niederschlagstage im Januar: 12,7 - Niederschlagstage im Juli: 7,3 |

Durch den Klimawandel zeichnen sich Erhöhungen im Jahresmittel ab, die sich bereits bemerkbar machen. So ist beispielsweise an der 65 Kilometer entfernten Wetterstation in Châteaubernard das langjährige Jahresmittel von 12,9 °C für 1971-2000 über 13,3 °C für 1981-2010 auf 13,8 °C für 1991-2020 angestiegen – ein Zuwachs um 0,9 °C innerhalb von 20 Jahren.

## Hydrographie

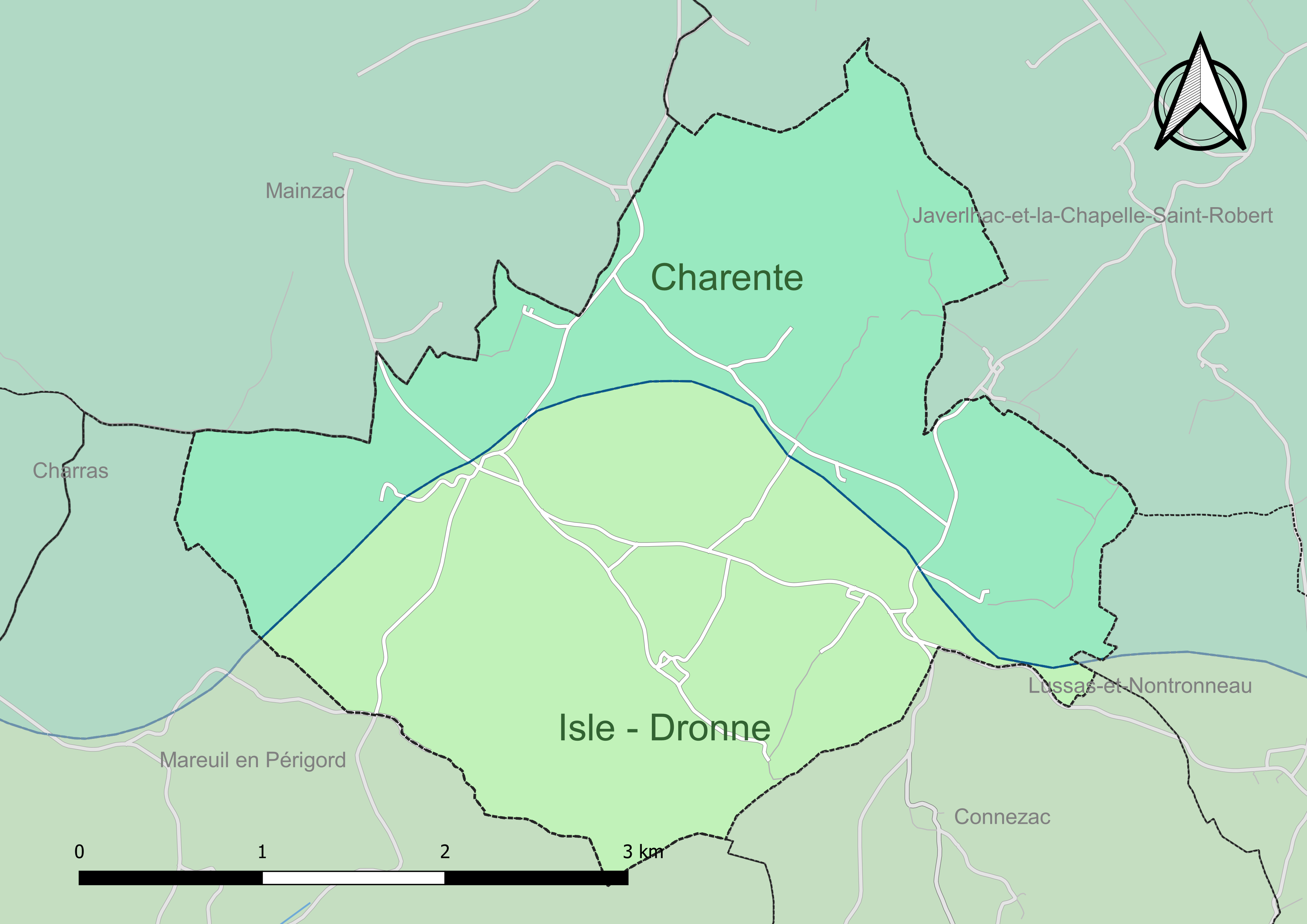
Hydrographische Karte von Hautefaye

Das Gemeindegebiet von Hautefaye verfügt aufgrund von Verkarstungen im Dogger über keinerlei nennenswerte Bäche oder Flussläufe. 
An der Südgrenze befindet sich eine Quelle (Fontaine du Brouillac), die nach Südwesten über ein Trockental den Ruisseau de Bretanges speist – einen rechten Nebenfluss der Nizonne und somit zum Flusssystem Isle-Dronne gehörig. 
Bei Chante-Alouette verläuft ein abflussloses Trockental in NW-Richtung nach Mainzac. Die Nordspitze des Gemeindegebiets wird ebenfalls von einem kleinen, nach Nordwesten ausgerichteten Trockental markiert, das in ein großes, bis nach Marthon in Richtung Bandiat ziehendes Trockentalsystem – den Fond des Toulenches – übergeht. Diese beiden Trockentäler bilden Teil des Flusssystems Charente.
Die Wasserscheide zwischen den beiden Einzugsgebieten folgt einem geschwungenen Verlauf. Sie zieht ausgehend von der Südostecke nach Nordwesten und dreht dann nach Südwesten in Richtung Beaussac.

## Geologie

Geologische Karte von Hautefaye

Das Gemeindegebiet von Hautefaye wird vollständig von flachliegenden Sedimenten des nordöstlichen Aquitanischen Beckens unterlagert. Es gehört strukturell zur südwestlichen Trogschulter des Bandiatgrabens.
Die älteste aufgeschlossene Formation stammt aus dem Dogger (Oberes Bathonium – Formation j1c-3a bzw. j2-6(a)). Darüber folgt 25 Meter mächtiges Callovium (Formation j3 bzw. j2-6(b)), das einen Großteil des Gemeindegebiets um den Ortskern von Hautefaye beansprucht. Der kalkige Dogger kann auch rekristallisiert vorliegen (als Formation jC). 
Im äußersten Süden sowie bei Le Lac Noir sind noch zwei kleine Vorkommen transgressiven Cenomaniums (Formation c1-2) erhalten geblieben. 
Den verbliebenen Rest des Gemeindegebiets verhüllt  pleistozänes Kolluvium fluviatilen Ursprungs (sandige Tone und Kiese der Formation Ac). Die beiden Trockentäler werden von holozänem Alluvium verfüllt – ziegelrote Tone und Feinsande vermischt mit Kiesgeröllen aus Quarz, Quarzit und Kalk (Formation Fy-z).

## Ökologie

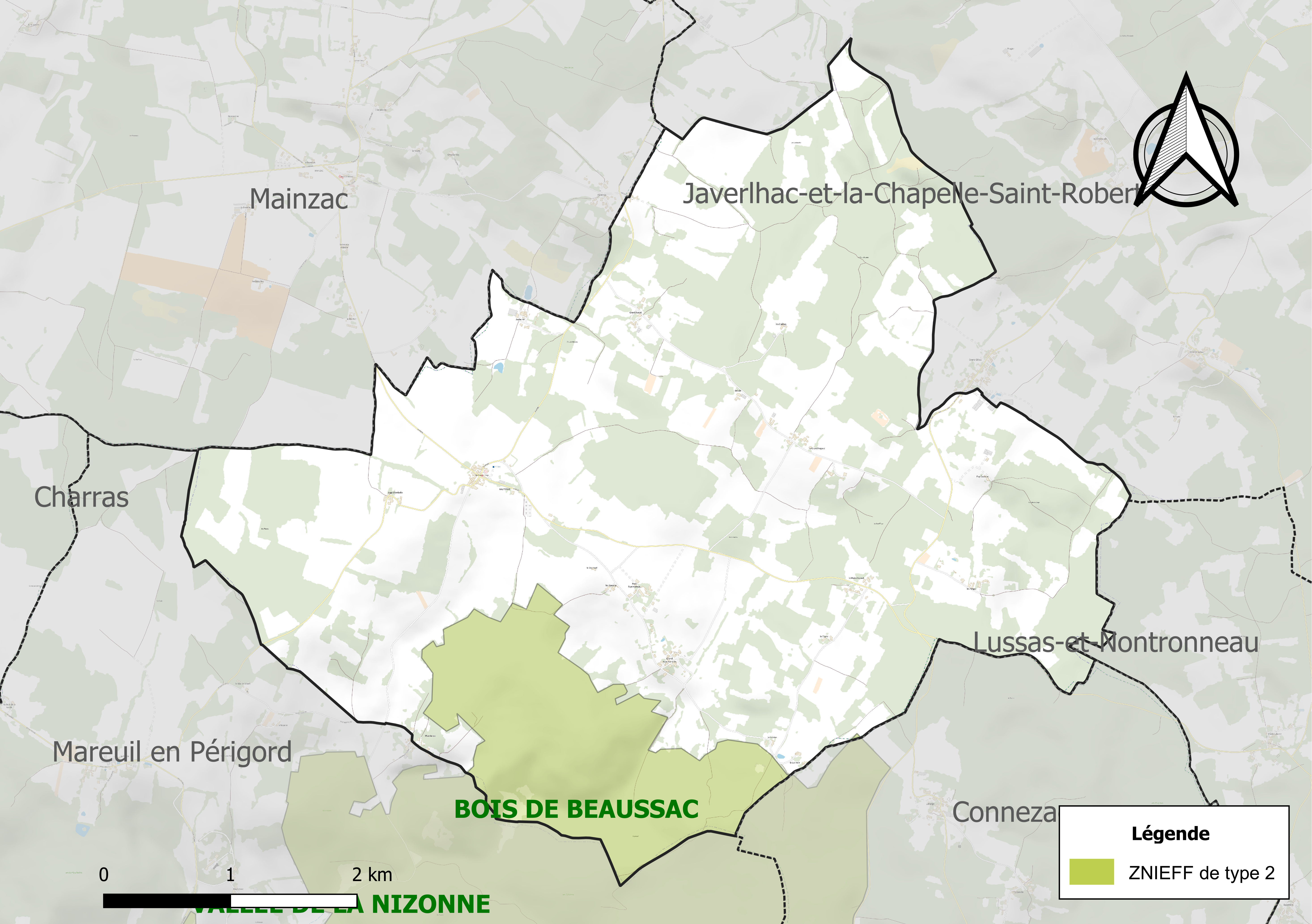
Schutzgebiet des Typus 2

### Naturpark
Die Gemeinde Hautefaye bildet einen integralen Bestandteil des Regionalen Naturparks Périgord-Limousin.

### Schutzgebiet
Der Bois de Beaussac im Süden des Gemeindegebiets von Hautefaye ist als ökologische Schutzzone des Typus 1 (Französisch ZNIEFF – zone naturelle d’interêt écologique, faunistique et floristique) ausgewiesen.

## Geschichte
Das älteste Bauwerk in der Gemeinde Hautefaye ist die aus dem Mittelalter stammende romanische Kirche Notre-Dame de l'Assomption.
Am 16. August 1870 kam es bei einer Messe im Dorf zu einem als Drama von Hautefaye bekanntgewordenen Kriminalfall, bei dem der Grundbesitzer Alain de Monéys gelyncht und verbrannt wurde. Der Fall ist vor dem Hintergrund des Krieges 1870/71 und der durch ihn in der Bevölkerung des kleinen Ortes aufgewühlten Leidenschaften zu sehen. Als Folge eines simplen Missverständnisses hielt man Alain de Monéys für einen Preußen, was zu seinem Lynchmord führte. Die Gerüchte über Kannibalismus, die aufgrund von dem Bürgermeister zugeschriebenen Äußerungen und mutmaßlichen Handlungen der Dorfbewohner aufkamen, verschärften noch den barbarischen Charakter des Ereignisses. Von den 21 Angeklagten in diesem Mordfall wurden die vier Hauptverantwortlichen zum Tode und ein weiterer zu lebenslanger Zwangsarbeit verurteilt.
Mehrere Bücher haben sich mit dieser Affaire befasst. Für den Schriftsteller Georges Marbeck symbolisiert sie den Ritualmord des Sündenbocks, während der Historiker Alain Corbin die Gründe für die Ereignisse eher im Hass der Bauern auf den Adel sieht.

## Bevölkerungsentwicklung
| Jahr | Einwohner |  |
| 1962 | 174       |  |
| 1968 | 169       |  |
| 1975 | 146       |  |
| 1982 | 144       |  |
| 1990 | 129       |  |
| 1999 | 116       |  |
| 2006 | 113       |  |
| 2007 | 113       |  |
| 2008 | 112       |  |
| 2012 | 122       |  |
| 2013 | 124       |  |
| 2015 | 130       |  |
| 2016 | 133       |  |
| 2017 | 136       |  |
| 2019 | 139       |  |

Quelle: INSEE
Die Bevölkerung von Hautefaye hat seit 1962 stetig abgenommen, beginnt aber seit 2008 sich wieder etwas zu erholen.

## Präsidentschaftswahlen 2022
| Kandidaten                       | Kandidaten            | Parteien                      | Parteien            | 1. Wahlgang | 1. Wahlgang | 2. Wahlgang | 2. Wahlgang |
| Kandidaten                       | Kandidaten            | Parteien                      | Parteien            | Stimmen     | %           | Stimmen     | %           |
| -------------------------------- | --------------------- | ----------------------------- | ------------------- | ----------- | ----------- | ----------- | ----------- |
|                                  | Marine Le Pen         | Front national                | FN                  | 29          | 40,84 %     | 40          | 55,56 %     |
|                                  | Emmanuel Macron       | En marche !                   | EM                  | 16          | 22,54 %     | 32          | 44,44 %     |
|                                  | Jean-Luc Mélenchon    | Front de gauche               | FDG                 | 11          | 15,49 %     |             |             |
|                                  | Éric Zemmour          | Reconquête                    |                     | 0           | 0,00 %      |             |             |
|                                  | Valérie Pécresse      | Les Républicains              | LR                  | 4           | 5,63 %      |             |             |
|                                  | Jean Lassalle         | Résistons !                   | R                   | 6           | 8,45 %      |             |             |
|                                  | Anne Hidalgo          | Parti socialiste              | PS                  | 2           | 2,82 %      |             |             |
|                                  | Fabien Roussel        | Parti communiste français     | PC                  | 2           | 2,82 %      |             |             |
|                                  | Nicolas Dupont-Aignan | Debout la République          | DLR                 | 0           | 0,00 %      |             |             |
|                                  | Yannick Jadot         | Europe Écologie-Les Verts     | EELV                | 1           | 1,41 %      |             |             |
|                                  | Nathalie Arthaud      | Lutte Ouvrière                | LO                  | 0           | 0,00 %      |             |             |
|                                  | Philippe Poutou       | Nouveau Parti anticapitaliste | NPA                 | 0           | 0,00 %      |             |             |
|                                  |                       |                               |                     |             |             |             |             |
| Gesamt                           | Gesamt                | Gesamt                        | Gesamt              | 71          | 100 %       | 72          | 100 %       |
|                                  |                       |                               |                     |             |             |             |             |
| Gültige Stimmen                  | Gültige Stimmen       | Gültige Stimmen               | Gültige Stimmen     | 71          | 89,87 %     | 72          | 91,14 %     |
| Ungültige Stimmen                | Ungültige Stimmen     | Ungültige Stimmen             | Ungültige Stimmen   | 8           | 10,13 %     | 7           | 8,86 %      |
| Wahlbeteiligung                  | Wahlbeteiligung       | Wahlbeteiligung               | Wahlbeteiligung     | 79          | 86,81 %     | 79          | 86,81 %     |
| Enthaltungen                     | Enthaltungen          | Enthaltungen                  | Enthaltungen        | 12          | 13,19 %     | 12          | 13,19 %     |
| Registrierte Wähler              | Registrierte Wähler   | Registrierte Wähler           | Registrierte Wähler | 91          |             | 91          |             |
|                                  |                       |                               |                     |             |             |             |             |
| Quelle: Ministère de l'Intérieur |                       |                               |                     |             |             |             |             |

Die Präsidentschaftswahlen 2022 in Hautefaye konnte Marine Le Pen für sich entscheiden.

## Wirtschaft

### Wirtschaftliche Nutzung und Unternehmen
Das wirtschaftliche Geschehen in Hautefaye wird hauptsächlich von der Land- (Ackerbau, Tierhaltung) und Forstwirtschaft bestimmt.
Am 31. Dezember 2015 waren in der Gemeinde 6 Unternehmen ansässig, davon 2 im Sektor Landwirtschaft, Forst und Fischerei, 2 in Handel, Transport und Dienstleistungen, ein Unternehmen in der Industrie und ein Unternehmen im Sektor Verwaltung.

### Beschäftigung
Im Jahr 2015 betrugen die Erwerbsfähigen zwischen 15 und 64 Jahren 53 Personen und machten somit 40,8 % der Gesamtbevölkerung aus. Die Zahl der Arbeitslosen blieb gegenüber 2010 mit 7 Personen gleich, die Arbeitslosenquote beträgt jetzt somit 12,7 %.

## Sehenswürdigkeiten
- romanische Kirche Notre-Dame de l’Assomption

### Wallfahrt
Assoziiert mit der Kirche Notre-Dame de l’Assomption ist eine jährliche, am 15. August (oder den Sonntag darauf) stattfindende Wallfahrt, die erstmals im Jahr 1492 durchgeführt wurde. Nachdem dieser Brauch lange Zeit in Vergessenheit geraten war, wurde er zwischen 1930 und 1940 wiederbelebt. Die Prozession hat mittlerweile wieder mehr als 80 Teilnehmer.

## Landeplatz für Ultraleichtflugzeuge
Beim Bauernhof und Campingplatz Les Jaubertins befindet sich eine Landebahn für Ultraleichtflugzeuge.

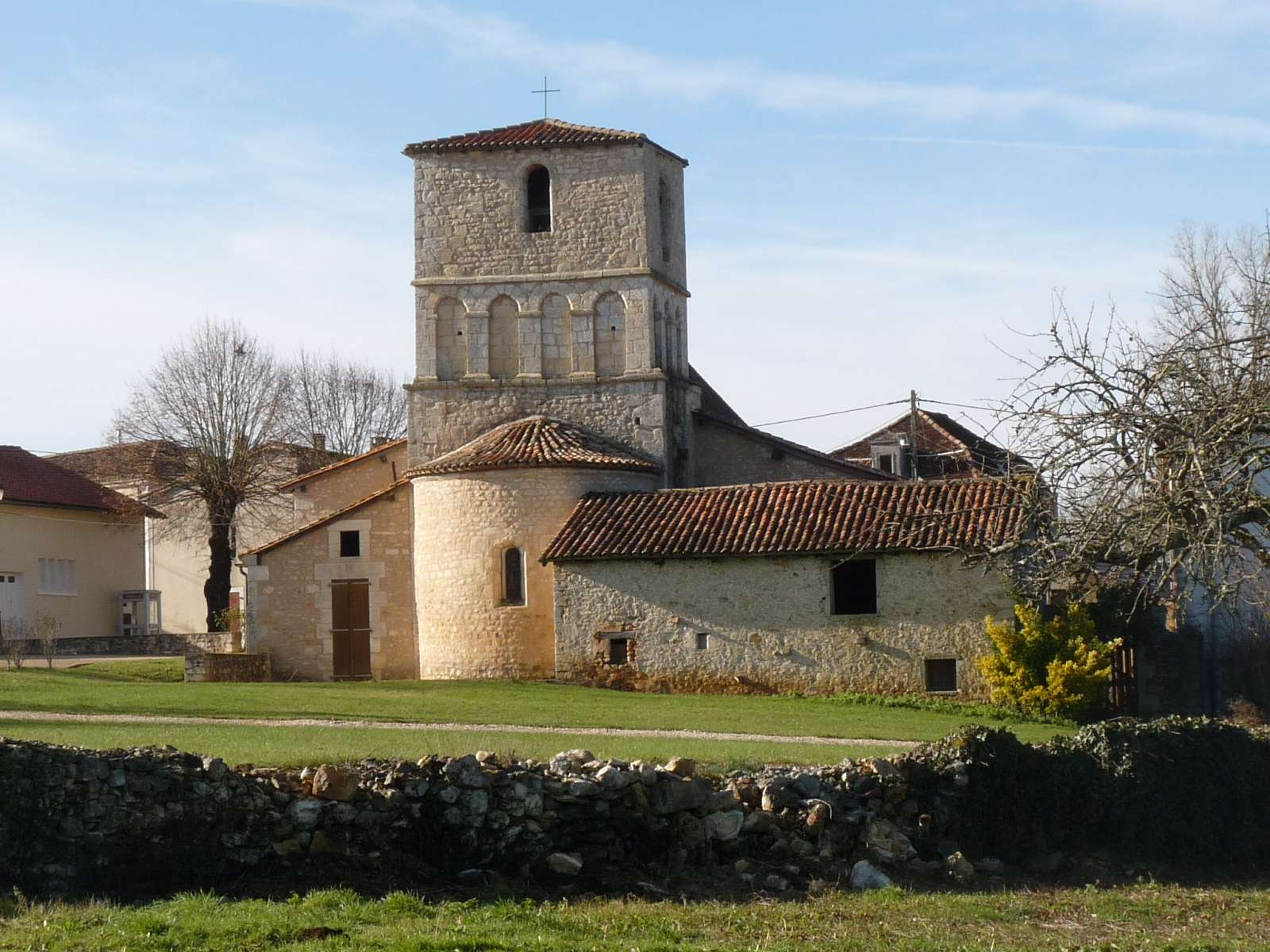
Notre-Dame de l’Assomption von Nordost
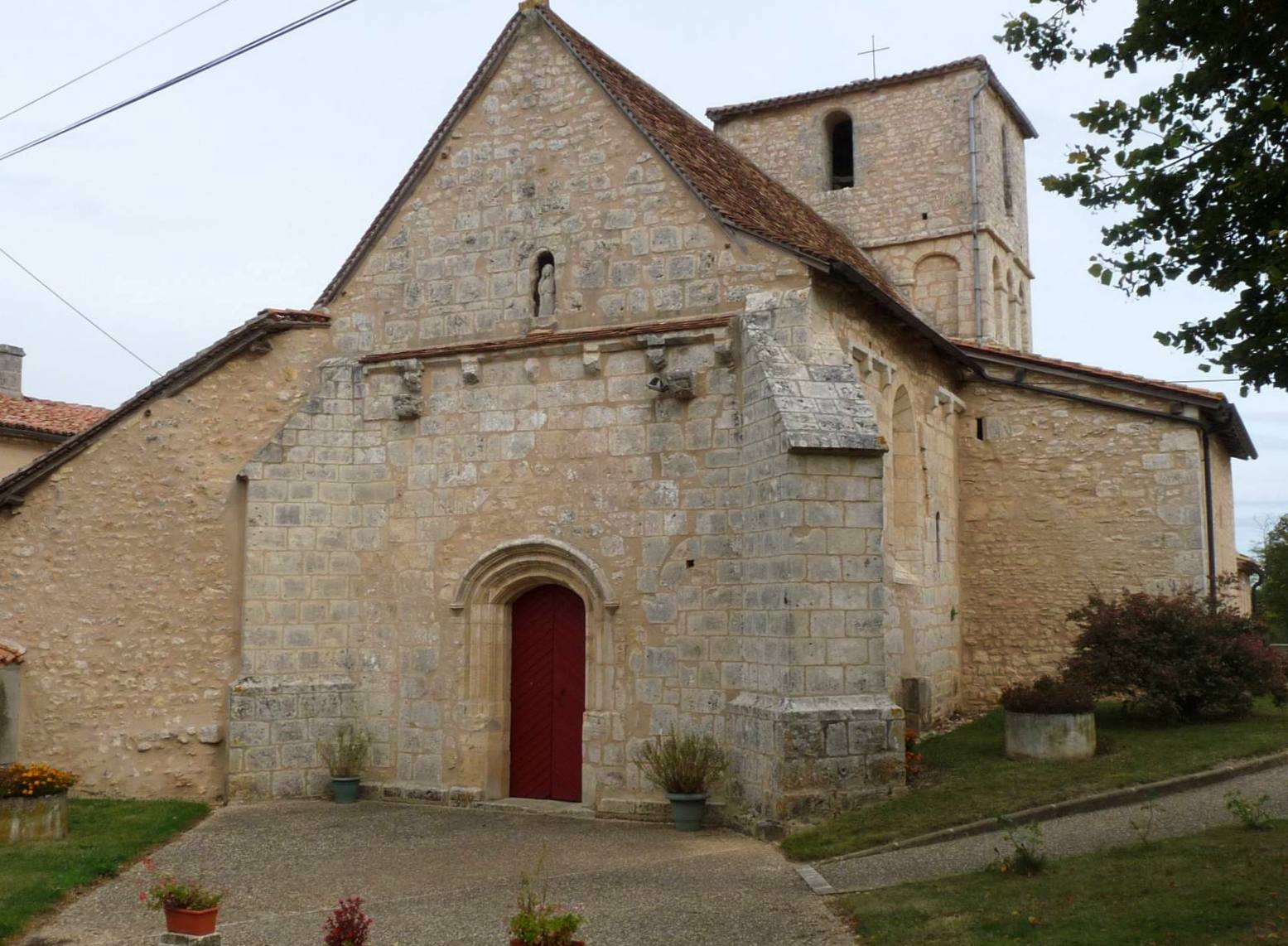
Westseite von Notre-Dame de l’Assomption
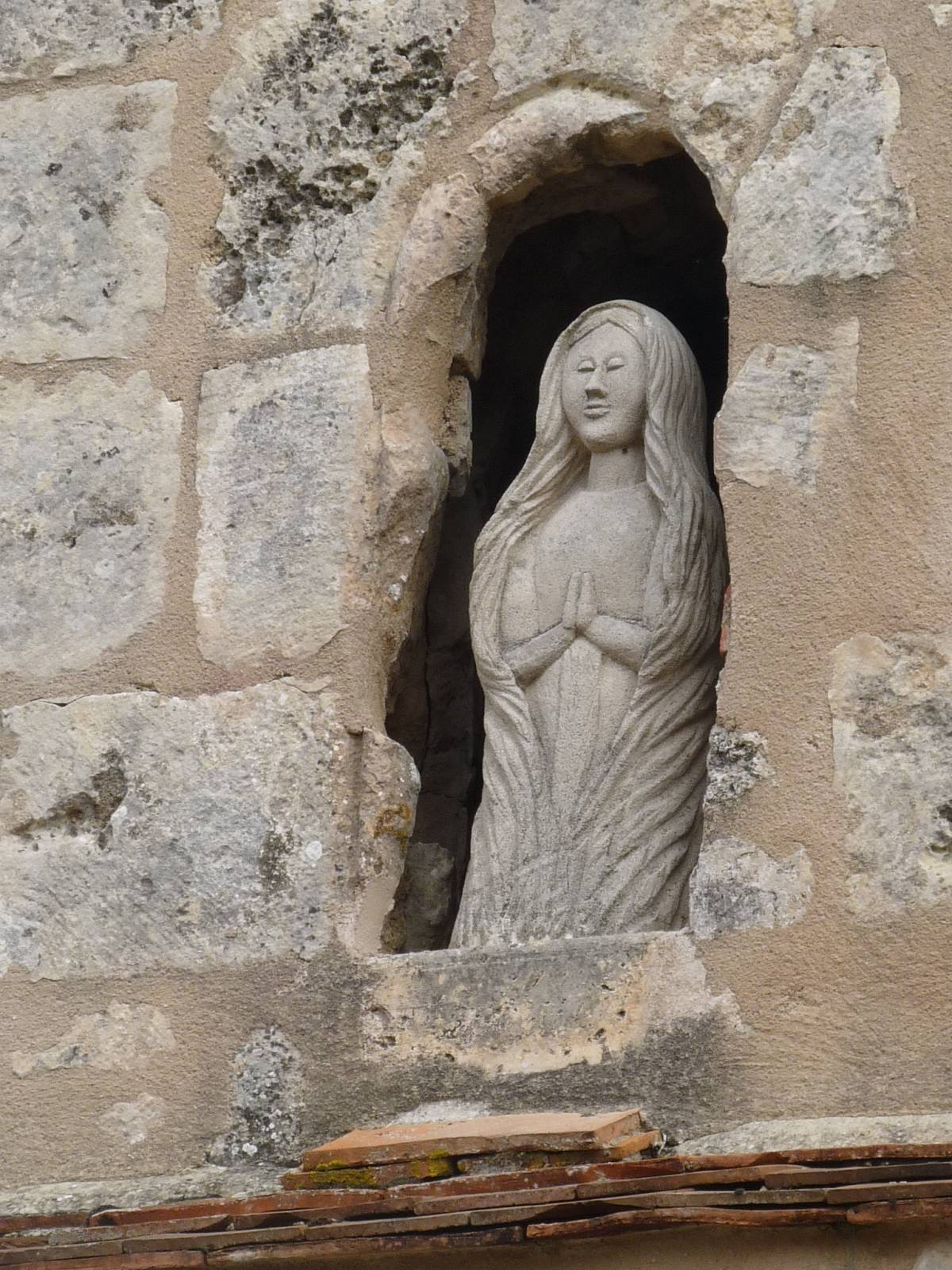
Jungfraustatue über dem Tympanon des Eingangsportals
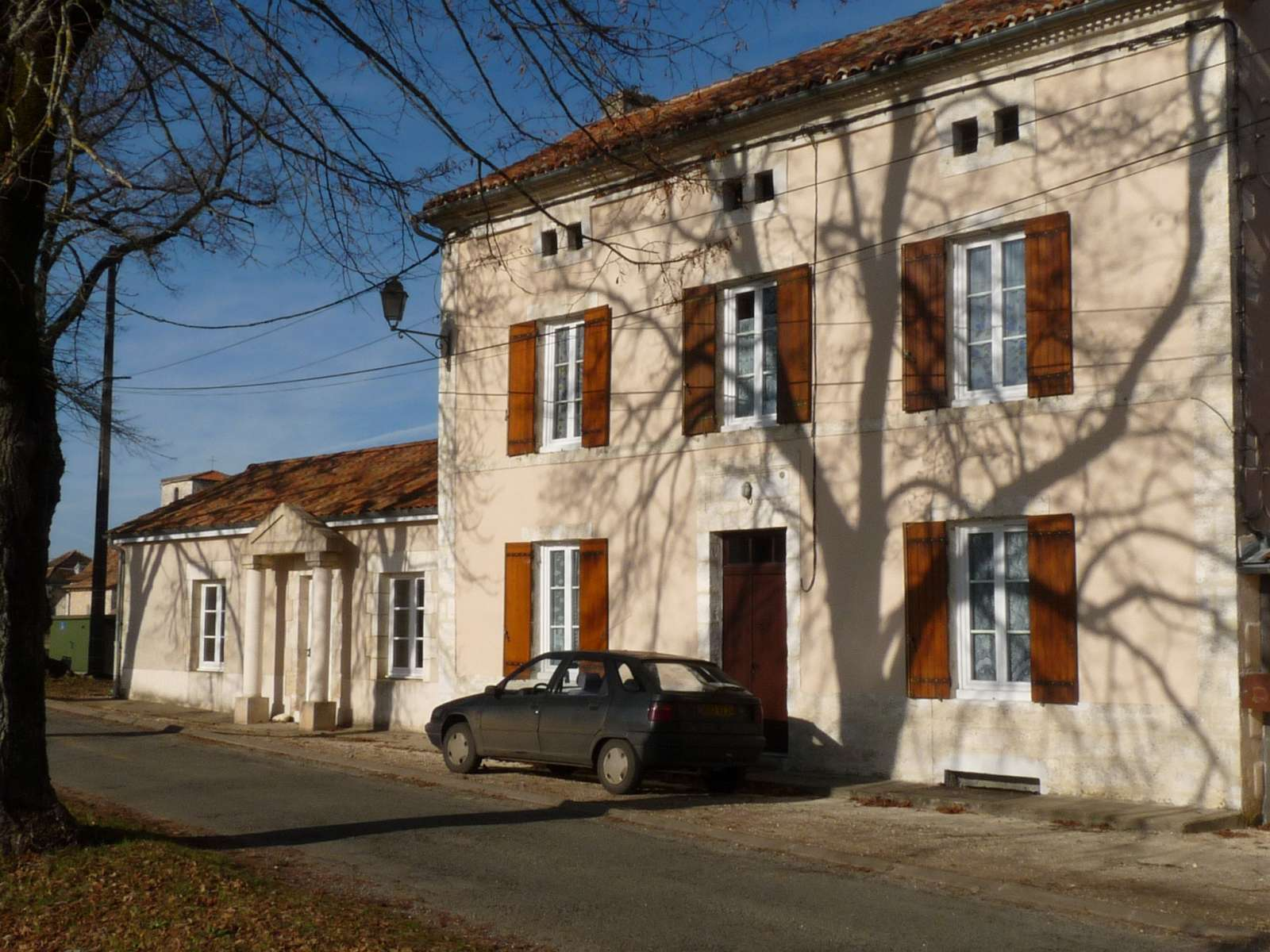
Schulgebäude
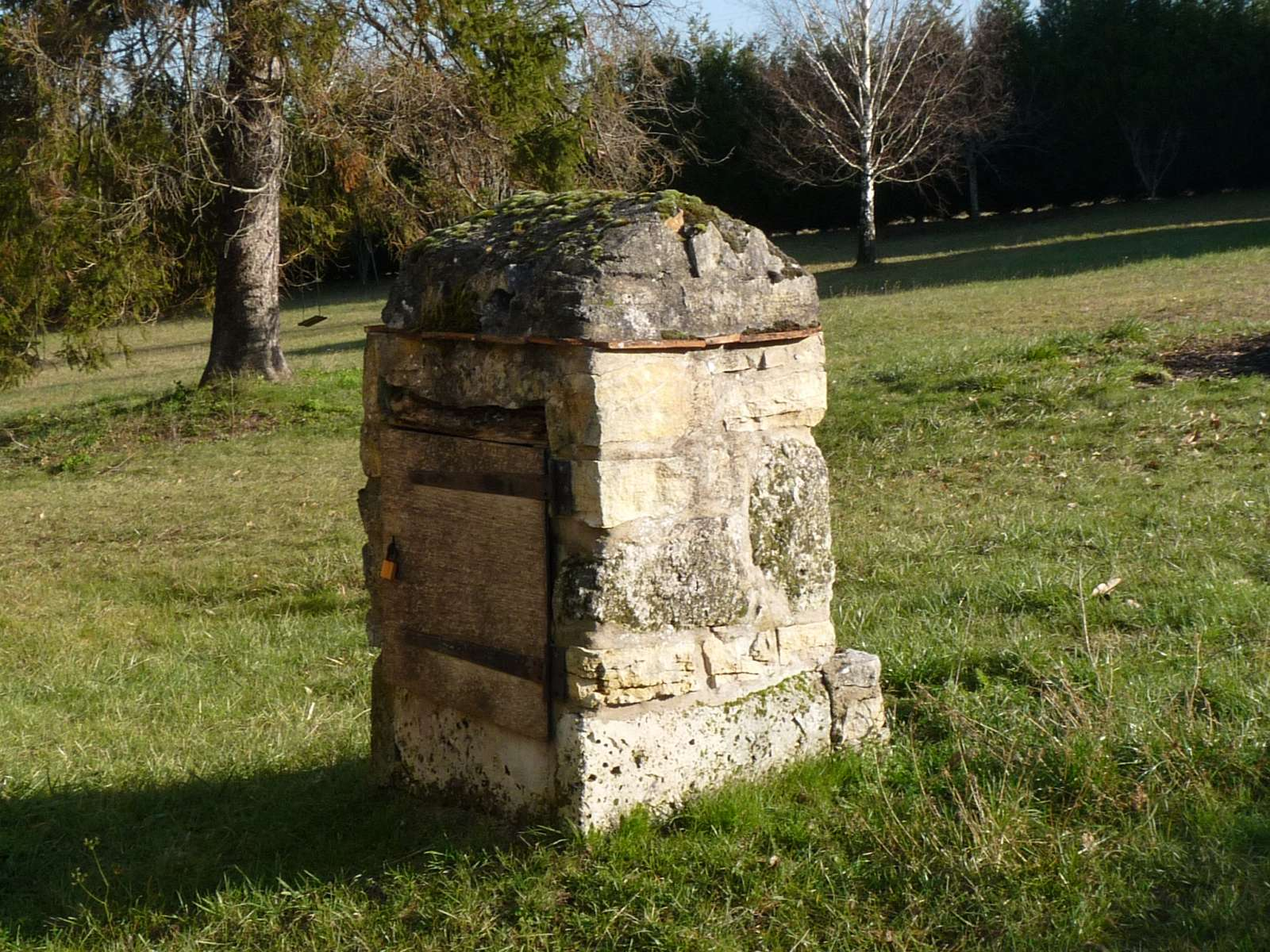
Brunnen